# Suša, Lukovica
Suša je naselje v Občini Lukovica.